# Fritillaria conica
Fritillaria conica is een plantensoort uit de leliefamilie (Liliaceae) die inheems is in het zuidwesten van Griekenland. Zij is endemisch in de Peloponnesos.

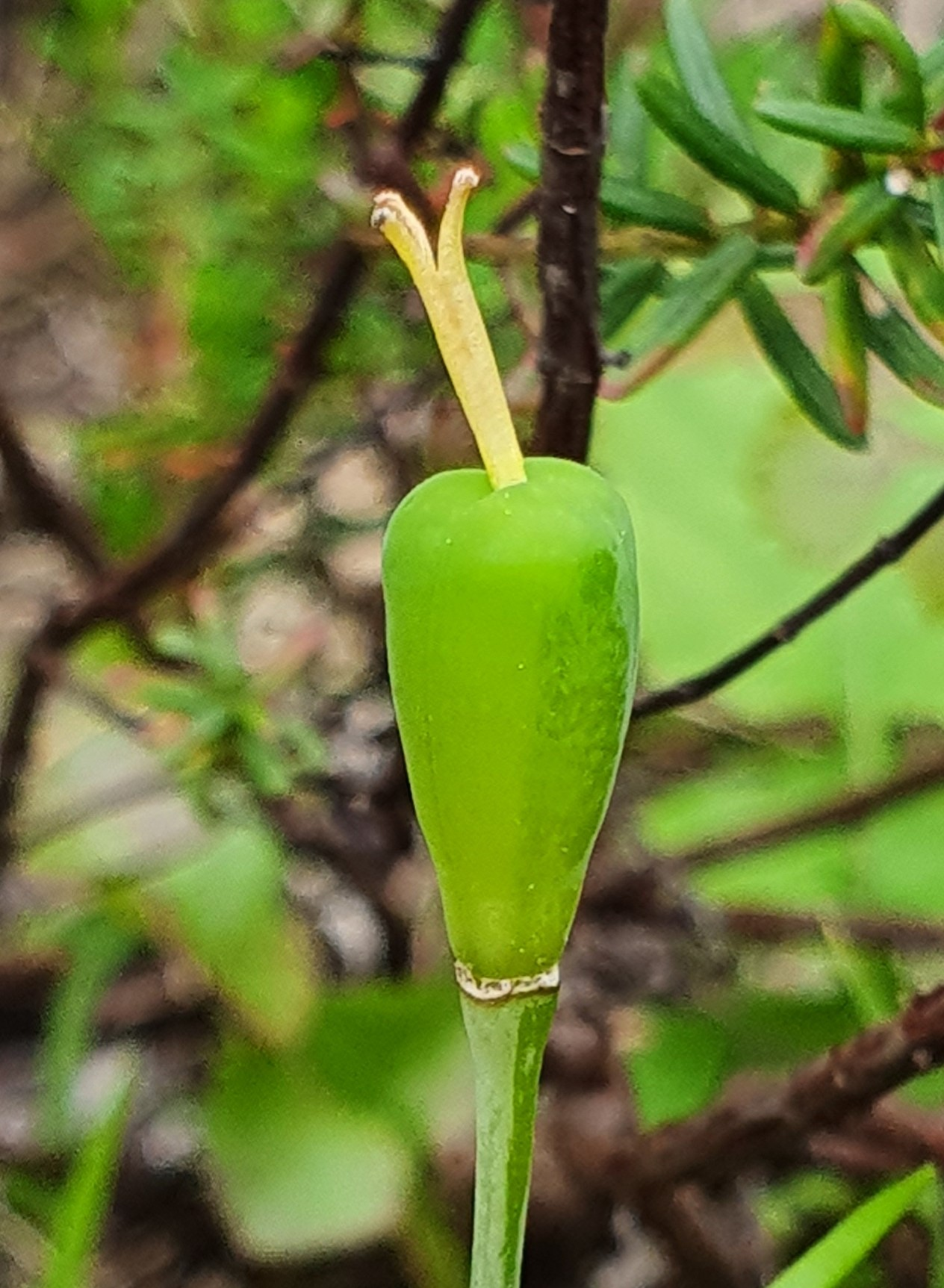
Onrijpe capsulevrucht

## Beschrijving
Fritillaria conica is een 7-35 cm hoge, kruidachtige plant met een kale stengel waaraan vijf tot acht lichtgroene, glanzende bladeren staan die niet glazig zijn. De bladeren zijn lancetvormig tot langwerpig-lancetvormig. De basale bladeren zijn tegenoverstaand, de bovenste zijn afwisselend. De één of twee eindstandige, klokvormige bloemen zijn geel. De bloemen knikken. Na bestuiving worden ongevleugelde, cilindrische tot rondachtige capsules gevormd, die breed gevleugelde zaden bevatten, die tot de breedste zaden onder de Griekse Fritillaria-soorten behoren.

De diploïde chromosomenreeks is 2n = 24.

## Ecologie
Deze soort wordt aangetroffen op rotsachtige kalkhellingen op een hoogte van 350 m boven de zeespiegel samen met Quercus coccifera, Pistacia lentiscus en Phlomis fruticosa. De bloeiperiode valt in de maanden maart tot april.

## Etymologie
De soortaanduiding conica is afgeleid van de conische, kegelvormige vorm van de bloemen.

## Bescherming
Deze bedreigde soort heeft kleine populaties die verspreid zijn over een geschatte oppervlakte van 400 km². Populaties beslaan een gebied van slechts 12-16 km². Er zijn nog slechts ongeveer 1175 volwassen exemplaren in het wild over. Een aantal dat blijft dalen. De populaties zijn echter niet sterk versnipperd en worden op vier verschillende plaatsen aangetroffen. De instandhouding van soorten wordt bedreigd door landbouw, aquacultuur, veeteelt en ranching. Overbegrazing vormt een uitdaging omdat de zaadproductie wordt beperkt door de vernietiging van bloeiende stengels. Deze soort heeft ook een gering vermogen om zich vegetatief voort te planten. Er zijn inspanningen geleverd voor behoud ex situ en de soort wordt beschermd door zowel nationale als internationale wetgeving.

## Voetnoten
1. ↑  Fritillaria conica Boiss., Plants of the World Online, Kew Science. Kew. Gearchiveerd op 19 april 2022. Geraadpleegd op 21 april 2022.
2. ↑  G. Kamari: Fritillaria species (Liliaceae) with yellow or yellowish-green flowers in Greece. In: Bocconea. 5(1), 1996, 223–229, (PDF). Gearchiveerd op 20 juli 2020.
3. 1 2 3  G. Iatrou: Endemic Plants of Greece. Gad Publishers Limited, 2001.
4. ↑  S. Samaropoulou, P. Bareka, D. L. Bouranis, G. Kamari: Seed morphology in the genus Fritillaria (Liliaceae) from Greece and its taxonomic significance. In: Phytotaxa. 416(4), 2019, 223–237, doi:10.11646/phytotaxa.416.4.1, online auf researchgate.net.
5. ↑  A. B. Cunningham, J. A. Brinckmann, S. J. Pei, P. Luo, U. Schippmann, X. Long, Y.-F. Bi: High altitude species, high profits: can the trade in wild harvested Fritillaria cirrhosa (Liliaceae) be sustained?. In: Journal of ethnopharmacology. 223, 2018, 142–151, doi:10.1016/j.jep.2018.05.004.
6. ↑  Kamari, G. (2011, 23 maart). Fritillaria conica. IUCN Red List of Threatened Species. Geraadpleegd op 21 april 2022, van https://www.iucnredlist.org/species/161962/5520345. Gearchiveerd op 25 oktober 2021.